# Stipa ligularis
Stipa ligularis är en gräsart som först beskrevs av August Heinrich Rudolf Grisebach, och fick sitt nu gällande namn av Carlos Luis Spegazzini. Stipa ligularis ingår i släktet fjädergrässläktet, och familjen gräs. Inga underarter finns listade i Catalogue of Life.